# Saint-Adrien
Saint-Adrien (bret. Sant-Rien) – miejscowość i gmina we Francji, w regionie Bretania, w departamencie Côtes-d’Armor.
Według danych na rok 1990 gminę zamieszkiwało 306 osób, a gęstość zaludnienia wynosiła 31 osób/km² (wśród 1269 gmin Bretanii Saint-Adrien plasuje się na 940. miejscu pod względem liczby ludności, natomiast pod względem powierzchni na miejscu 839.).